# Acácio Favacho
Acácio da Silva Favacho Neto (Macapá, 28 de setembro de 1983) ou simplesmente Acácio Favacho é um advogado e político brasileiro, filiado ao Movimento Democrático Brasileiro (MDB). É deputado federal pelo Amapá.
Foi o segundo candidato mais votado ao cargo de Deputado federal na eleições em 2018 no estado do Amapá, tendo alcançado a quantia de 19.111 votos (5,24% dos votos válidos).
É irmão do deputado estadual Júnior Favacho (DEM), da vereadora Luany Favacho (Pros) e filho de Amiraldo Favacho (conselheiro do Tribunal de Contas do Estado) e Francisca Favacho (ex-deputada estadual).

## Vida política
Sua carreira política inicio-se nas eleições em 2008, sendo ele candidato ao cargo de Vereador por Macapá pelo então PMDB (atualmente MDB), sendo o vereador mais votado na cidade nesta eleição.
Favacho candidatou-se, mas agora para uma reeleição, ao cargo de vereador (por Macapá) nas eleições em 2012 pelo PMDB. Foi reeleito, mas desta vez na segunda colocação dos candidatos mais votados para o cargo.
Em 2016, Favacho concorreu para um terceiro mandato de vereador por Macapá pelo PROS nas eleições do referido ano. Na eleição alcançou novamente a segunda colocação dos candidatos mais votados para o cargo.
Em 2018, Favacho candidatou-se ao cargo de deputado federal pelo Amapá, sendo eleito em 2º lugar nas eleições deste ano. Em 2022 foi reeleito deputado federal pelo Amapá, ficando novamente em 2º nas eleições.

## Denúncias

### Caso de Corrupção em Licitações
Favacho foi denunciado em 2018 pelo Ministério Público pelos crimes supostamente realizados por ele e mais cinco outras pessoas; a denúncia incluía os crimes de fraude em licitação, peculato e falsidade ideológica, sendo o suposto crime de fraude em licitação ter causado um prejuízo de quase 150 mil reais ao cofres públicos.

## Desempenho eleitoral
| Ano  | Eleição             | Partido | Cargo            | Votos  | %     | Resultado | Ref    |
| ---- | ------------------- | ------- | ---------------- | ------ | ----- | --------- | ------ |
| 2008 | Municipal de Macapá | PMDB    | Vereador         | 5.133  | 2,81% | Eleito    | [ 13 ] |
| 2012 | Municipal de Macapá | PMDB    | Vereador         | 4.606  | 2,26% | Eleito    | [ 14 ] |
| 2016 | Municipal de Macapá | PROS    | Vereador         | 5.700  | 2,64% | Eleito    | [ 15 ] |
| 2018 | Estaduais em Amapá  | PROS    | Deputado Federal | 19.111 | 5,24% | Eleito    | [ 16 ] |
| 2022 | Estaduais em Amapá  | MDB     | Deputado Federal | 24.064 | 5,67% | Eleito    | [ 17 ] |